# Annie Cordy
Annie Cordy (Laeken, 1928. június 16. – Vallauris, 2020. szeptember 4.), belga énekesnő, színésznő. 
Léonie Juliana Cooreman bárónő, művésznevén Annie Cordy 1954-től több mint 50 filmben szerepelt, és számos emlékezetes fellépése volt a híres párizsi Olimpiában. A „La Ballade de Davy Crockett” című Annie Cordy által is előadott dal 1956 augusztusában Franciaországban öt hétig a slágerlisták első helyén állt.
2004-ben II. Albert belga király a bárónői címet adományozott neki élete eredményeiért.

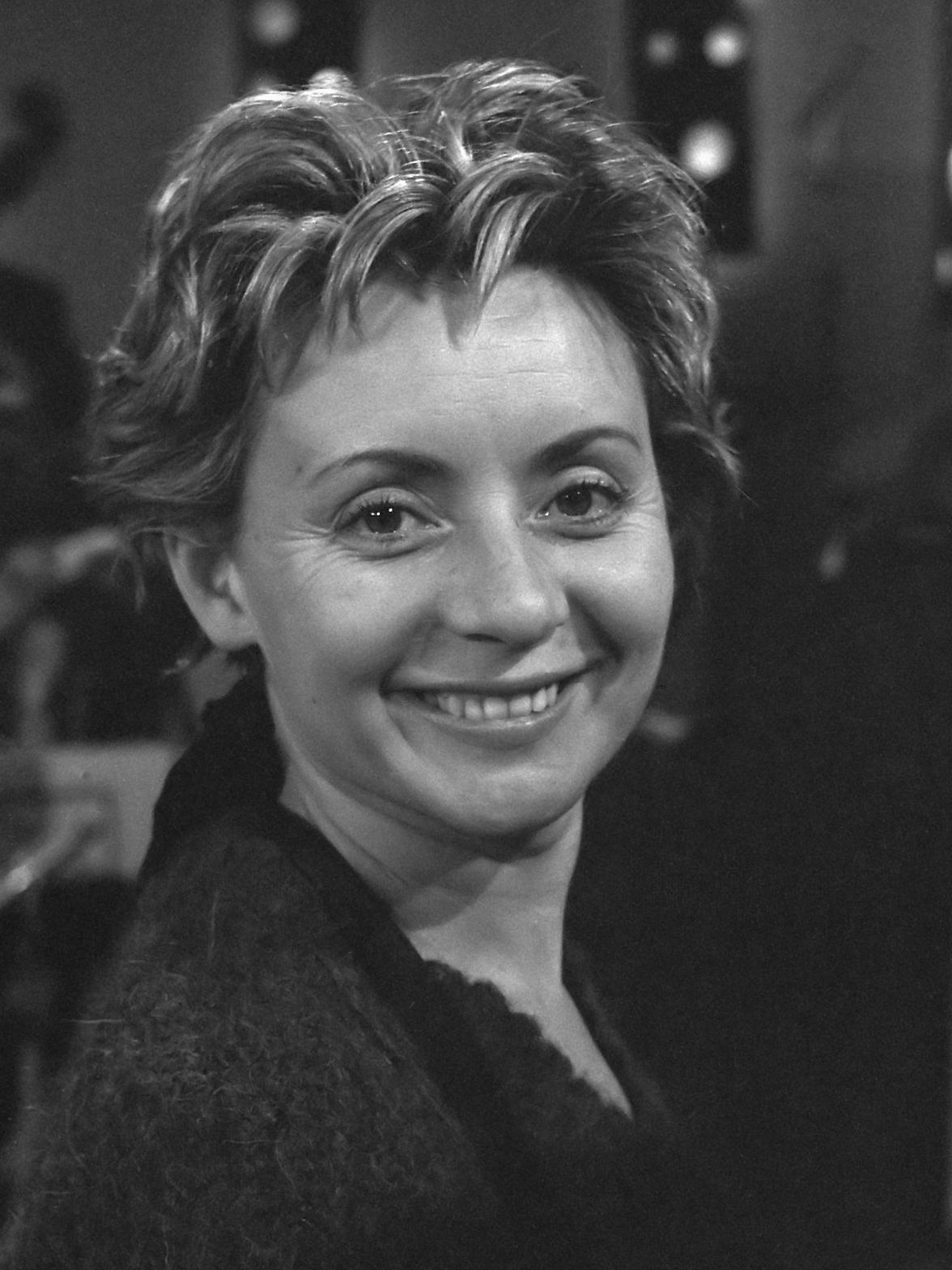
Annie Cordy 1961-ben

## Pályafutása
Annie Cordy-t nyolcéves kozában édesanyja beíratta táncolni. Tanulmányai során zongorázni és zeneelméletet tanult, fovábbá résztvett jótékonysági gálákon. A táncszámok között a nap slágereit énekelte. Tinédzserként Cordy különféle énekversenyeken vett részt. A Le Lido művészeti igazgatója arra biztatta, hogy hagyja el szülővárosát. 1950-ben Párizsba költözött, hogy felvehessék táncosnak. Profi énekesként először Belgiumban lépett fel, majd 1950-től a párizsi Lidóban is. Miután megnyerte a Prix Maurice Chevalier énekversenyt. Már népszerű operettszínésznőként vették fel zenés és énekes filmekhez.
Cordy 1952-ben vette fel első dalait, és debütált a „La Route fleurie” című musicalben − Georges Guétary és Bourvil mellett.
Aztán 1953-ban debütált abban filmben („Boum sur Paris”), amiben önmagaként szerepelt. Ugyanebben az évben jelent meg első slágerlemeze „Bonbons, caramels, esquimaux, chocolats” címmel.
1954-ben az „April Fools' Day” szerepelt barátja, Bourvil, Louis de Funès, Denise Grey és Maurice Biraud mellett. A film közel hárommilliós jegyeladással nagy siker lett. Karrierje előrehaladtával egyre nagyobb kihívást jelentő filmekben kapott karakterszerepeket. Claude Chabroltól kapott a The Riß című pszichothrillerben Stéphane Audran és Jean-Pierre Cassel oldalán. 1971-ben mellékszerepet játszott Pierre Granier-Deferre Un chat című Jean Gabin-filmben.
Annie Cordy televíziós sorozatokra is kiterjedő filmes munkái mellett Cordy rendszeresen szerepelt zenés színházban.
Az Asterix a belgák között című képregényalbumban Nicotine-ként, a belga Stellartoix főnök feleségeként rajzolták meg.
Brüsszel egy külvárosában, Laekenben, (ahol felnőtt), egy parkot neveztek el róla.

## Filmjei
(válogatás)
- 1953: Si Versailles m’était conté...
- 1954: Poisson d’avril
- 1955: Bonjour sourire
- 1956: Le chanteur de Mexico
- 1957: Tabarin
- 1957: Viktor et Viktoria
- 1958: Cigarettes, whisky et p’tites pépées
- 1965: Ces dames s’en mêlent
- 1969: Le bourgeois gentil me
- 1970: Le passager de la pluie
- 1970: La rupture
- 1971: Le chat
- 1971: Les galets d’Étretat
- 1971: Le portes de feu
- 1972: Elle court, elle court la banlieue
- 1972: Le mataf
- 1973: Les Gaspards
- 1994: La vengeance d’une blonde
- 1994: Baldipata
- 2004: Madame Édouard
- 2008: Disco
- 2008: Le crime est notre affaire
- 2009: Les herbes folles
- 2011: Crimes en sourdine
- 2014: Le dernier diamant
- 2014: Les souvenirs
- 2015: Chefs (sorozat)
- 2016: Le cancre
- 2018: Tamara: Volume 2
- 2018: Illettré

## Lemezválogatás
- 1998: Best Of
- 2004: Les plus grands succès
- 2012: Ça me plaît...
- 2014: Annie Cordy chante Noël
- 2015: Ma vie en musique − Best of 50 titres

## Színház
| Év        | Cím                         | Szerző                                | Rendező                           | Megjegyzések                                            |
| --------- | --------------------------- | ------------------------------------- | --------------------------------- | ------------------------------------------------------- |
| 1958      | Madame Sans-Gêne            | Victorien Sardou and Émile Moreau     | with Jean-Marc Thibault           |                                                         |
| 1986      | Madame de Sévigné           |                                       |                                   |                                                         |
| 1986      | La Mienne s'appelait Régine | Pierre Rey                            | Armand Delcampe                   | Théâtre de l'Œuvre                                      |
| 1986      | Merci Apolline              | Geneviève Martin                      | Michel Wyn                        | with Guy Tréjan                                         |
| 1987      | Madame Sans-Gêne            | Victorien Sardou and Émile Moreau     |                                   |                                                         |
| 1989      | Mademoiselle Plume          |                                       | Jean-Luc Moreau                   | with Charlotte Kady                                     |
| 1990      | Sacrée Gladys               |                                       |                                   | with Jacques Balutin                                    |
| 1994      | Six heures au plus tard     | Marc Perrier                          | Martine Willequet                 | with Xavier Percy                                       |
| 1994      | La Célestine                |                                       |                                   | with Gérard Chambre                                     |
| 2000      | A windsori víg nők          | William Shakespeare                   |                                   | with Patrick Préjean                                    |
| 2006      | Lily & Lily                 | Pierre Barillet and Jean-Pierre Gredy | Gérard Moulevrier                 | with Jacques Ciron, Christian Morin and Firmine Richard |
| 2009-2010 | Laissez-moi sortir          | Jean-Marie Chevret                    | Jean-Pierre Dravel & Olivier Macé | Théâtre Daunou                                          |

## Musical
- 1952-1954: La Route fleurie
- 1957-1960: Tête de linotte
- 1961-1964: Visa pour l'amour
- 1965-1967: Ouah! Ouah!
- 1968: Pic et Pioche
- 1970: Indien vaut mieux que deux tu l'auras
- 1972: Hello, Dolly!
- 1976: Nini la chance
- 1982: Envoyez la musique

## Díjak
- 2005: Baroness of Belgium
- 2013: Commander of the Order of the Crown
- 2022: Léopold II[13] Tunnel in Molenbeek-Saint-Jean renamed „Annie Cordy Tunnel” (A király a Molenbeek-Saint-Jean-i alagútat átkereszteltette Annie Cordy alagútra)